# Thomas Mussger
Thomas Mussger (* im 20. Jahrhundert) ist ein österreichischer Hörfunk- und Fernsehmoderator. In diesen Funktionen ist er seit 2011 für den ORF tätig.

## Leben
Thomas Mussger ist ausgebildeter Betriebswirt und Unternehmensberater.
Er moderierte für den ORF Salzburg überwiegend an den Wochenenden und Feiertagen die Nachmittagssendungen im Hörfunk, als auch das Bundesland heute Fernsehinfo-Magazin Salzburg heute um 19 Uhr in ORF 2.
Von März 2021 war er drei Jahre lang das Gesicht für die Live-Einstiege bei Guten Morgen Österreich (ORF2) aus dem Bundesland Salzburg.